# Catharus bicknelli
Catharus bicknelli е вид птица от семейство Turdidae. Видът е световно застрашен, със статут Уязвим.

## Разпространение
Видът е разпространен в Канада, Куба, Доминиканската република, Хаити, Ямайка, Мартиника, Пуерто Рико и САЩ.